# Pagat.com
Pagat.com ist eine Website mit Regeln für Hunderte von Kartenspielen, die als besonders empfehlenswert beschrieben ist. Die von John McLeod betriebene Website enthält Informationen zu traditionellen, kommerziellen und neu erfundenen Kartenspielen aus aller Welt. Der Autor und Spieledesigner David Parlett bezeichnete sie als die wichtigste Website ihrer Art im Internet und als die „einzige maßgebliche Website für alle Regeln von Kartenspielen und zugehöriges Material“.
Die Website bietet keine offiziellen Regeln für „Volksspiele“, da diese in der Regel nicht existieren, sondern berichtet, wie die Spiele tatsächlich gespielt werden. Daher bieten die Spieleartikel viele Varianten der beschriebenen Spiele. Die Website wird von freiwilligen Mitarbeitern aus aller Welt unterstützt. Die Spielartikel bieten Informationen darüber, wo die beschriebenen Spiele gespielt werden und wer die Regeln beigesteuert hat. Die Website beschreibt auch Spiele mit Dominosteinen, die zwar im Prinzip ähnlich sind, aber strenggenommen keine Kartenspiele darstellen. Darüber hinaus enthält die Website zahlreiche Seiten zu Kartenspielen im Allgemeinen, darunter eine Seite zur allgemeinen Spielmechanik.
Das Wort „Pagat“ im Namen der Website leitet sich von der Bezeichnung für den niedrigsten Trumpf in Tarock-Kartenspielen wie dem Königrufen ab.
In seinem Buch Teach Yourself Card Games empfiehlt David Parlett die Website als erste und wahrscheinlich einzige Anlaufstelle für Kartenspielregeln. Sein A-Z of Card Games verweist auf Einträge auf pagat.com für die Regeln der Spiele, die nur im Buch erwähnt werden. Auch Kastner und Folkvord in Die große Humboldt Enzyklopädie der Kartenspiele haben die Website als besonders empfehlenswert beschrieben.
Obwohl die Website Regeln für eine Vielzahl von Kartenspielen bietet, finden sich auf Wikipedia einige Kartenspiele, die nicht auf pagat.com aufgeführt sind. Außerdem gibt es Links zu externen Spielregelseiten.